# Рождественский (Воронежская область)
Рождественский — хутор в Каменском районе Воронежской области России.
Входит в состав Марковского сельского поселения

## География

### Улицы
- ул. Тихий Дон.

## Население
| 2010 |
| ---- |
| 46   |